# Parque Global
Imagem ilustrativa
O Parque Global é um complexo imobiliário de alto padrão em construção localizado no bairro Retiro Morumbi, distrito de Vila Andrade, zona sul de São Paulo, embora em muitas mídias, seja divulgado que o mesmo localiza-se no bairro Real Parque, situado no distrito vizinho do Morumbi, na zona oeste, como estratégia de marketing. Projeto da Bueno Netto, foi desenvolvido pela Benx Incorporadora e tem as companhias Related Brasil e Starwood Capital como sócias. Lançado em setembro de 2020, o projeto, em apenas um mês, já havia comercializado 80% de suas unidades residenciais, em um total de 500 milhões de reais, o que levou as empresas sócias adiantarem em três meses o início da fase de construção, a qual se iniciou em outubro; nesse mês, já havia alcançado os 700 milhões de reais.
Situado em um terreno de 218 mil quadrados na Marginal Pinheiros, entre o Shopping Cidade Jardim e o Parque Burle Marx, será composto por três projetos: as Residências Internacionais, as quais serão cinco torres independentes que estarão distribuídas ao longo de 44 mil metros quadrados; um centro comercial e um complexo de inovação, saúde e educação. Do total do projeto, 58 mil metros quadrados serão destinados a área verde. Na primeira fase do lançamento, duas das cinco torres (nomeadas como: Torre Prospect, Torre Regent, Torre Sempione, Torre Ibirapuera e Torre Imperial) já foram comercializadas em 2020, sendo elas as: Regent e Sempione; em março de 2021, a torre Prospect foi lançada.
O projeto sustentável apresentará, dentre outros, um Sistema Global de Segurança (SGS), wine room com adegas individuais desenhada pelo escritório de arquitetura Archea Associati, elevadores inteligentes que atingirão velocidade de 5 a 6 metros por segundo. Das 5 torres, 4 terão 168 metros de altura e tornar-se-ão um dos edifícios mais altos de São Paulo e do país, sendo da mesma altura do prédio residencial mais alto da cidade, o Figueira Altos do Tatuapé; a 5.ª torre residencial, intitulada PG Residences, terá 173 metros de altura.
O Parque Global é considerado o maior projeto do mercado imobiliário do Brasil e da América Latina e seu VGV (Valor Geral de Vendas) é de 11,5 bilhões de reais.